# Назаров, Андрей Александрович
Андрей Александрович Назаров (род. 16 августа 1943, Москва умер 19 июня 2024, Копенгаген) — русский писатель, главный редактор копенгагенского журнала «Новый Берег». Лауреат «Русской премии» за 2008 г. В 1992 г. был номинирован на первую Букеровскую премию. Номинаторы: Виктор Перельман («Время и мы», Нью-Йорк, где печатался сокращённый вариант романа[какого?]) и Самуил Лурье («Нева», Санкт-Петербург). С 1981 года живёт в Дании.

## Биография
Родился 16 августа 1943 года в Москве. Окончил Литературный институт имени А. М. Горького. В СССР не печатался. Перепробовал множество профессий, далёких от творчества. Был лесорубом, грузчиком, рабочим в археологических и геофизических экспедициях. Об этом периоде Назаров говорит: «Простая и тяжёлая работа, путешествия по всей стране давали мне, помимо знания и понимания нашего народа, ещё и независимость. Я был свободен, что не могли сказать о себе мои товарищи по институту».
В 1981 году А. Назаров эмигрировал в Данию. За рубежом преподавал, был корреспондентом Русской службы Би-би-си в Скандинавии, автором литературных программ радио «Свобода».
В 1991 г. в издательстве «Радуга» вышел роман А. Назарова «Песочный дом», — как охарактеризовал его критик А. Кузьменков — «один из лучших русских романов XX века. Эпос о военной Москве и послевоенной». В романе выписаны военные будни Москвы. В рецензии на «Песочный дом» Ж. Васильевой сказано: роман «звучит, рождая иногда почти физическое ощущение музыки». Другой критик, Абрам Куник, назвал роман «Полифонической поэмой, фугой, где сплетается множество голосов».
После крушения советской власти Назаров сотрудничал с «Литературной газетой» и журналом «Огонёк», печатался в «Знамени», «Звезде», «Сибирских огнях» и др. К крупной прозе писатель больше не обращался, отдавая предпочтение короткой форме повествования — рассказу, притче, эпифании. Своим лаконизмом и гармонией языка они близки поэзии, не случайно поэт Андрей Вознесенский сказал в 2003 г. на радио «Свобода»: «Они совершенны!», а прозаик Александр Кабаков писал автору: «Ты мастер, очень большой мастер. Такие, как ты, — считанные по пальцам, — оправдывают существование нашей профессии».
А. А. Назаров — основатель (2003) и бессменный главный редактор журнала «Новый Берег», выходящего в Дании на русском и датском языках. Журнал печатает современную русскую прозу и поэзию, статьи об истории и критику, а также переводы датской литературы. Кроме того, А. А. Назаров — руководитель семинара Литературно-художественного Объединения в Копенгагене.

## Книги
- «Песочный дом». Роман. М., «Радуга», 1991; США. «Franc-Tireur», 2009.
- «Малая проза», «Упражнения на тему жизни» — США, «Franc-Tireur», 2008.
- «Перекати-поле» — США, «Franc-Tireur», 2009.
- «Белый колли», «Золотой Катыш», «Прочерни», «Участь» — США, «Franc-Tireur», 2010.
- «Книга разных времен и стремлений», Liberty Publishing House, New York, 2021[9][10]

## Премии и награды
- Лауреат журнала «Огонёк» (1991)
- Лауреат «Русской премии» (2008)